# فان‌آئرو چینکول
فان‌آئرو چینکول (به انگلیسی: Fanaero-Chile_Chincol) یک هواگرد ملخ‌پیشین تک‌موتوره از نوع هواپیمای آموزشی ساخت شرکت Fanaero-Chile است. هواگرد فان‌آئرو چینکول نخستین پروازش را در ۱۴ دسامبر ۱۹۵۵ میلادی انجام داد.